# Ульмасова, Светлана Викторовна
Светла́на Ви́кторовна Ульма́сова-Глухарева (4 февраля 1953, Новые Балыклы, Башкирская АССР — 6 апреля 2009, Башкортостан) — советская легкоатлетка, двукратная чемпионка Европы. Заслуженный мастер спорта СССР (1978).

## Биография
Родилась в 1953 году в деревне Новые Балыклы Бакалинского района Башкирской тАССР. Отец — бригадир строительной бригады, мать работала в больнице. Также у родителей было ещё две дочери.
С детства была приучена к физическому труду. Вместе с сёстрами училась в районной школе, которая находилась в 7 км от деревни и до которой каждый день нужно было добираться пешком. Все вместе, по словам Светланы, способствовало её физической закалке. В школе у неё проявился интерес к физической культуре, прежде всего к легкой атлетике и бегу на лыжах, участвовала в разных соревнованиях.
После школы закончила финансовый техникум в Уфе и в 1973 году получила назначение на работу в Андижан диспетчером-экономистом в таксомоторном парке. Здесь она снова занялась легкой атлетикой под руководством Радика Хайдаровича Сайфулина.
Вскоре вышла замуж за заслуженного тренера РСФСР Николая Ивановича Глухарева, который стал её личным тренером. Одновременно с тренировками училась в Андижанском педагогическом институте.
В 1974 году выполнила норматив мастера спорта, победив на первенстве ЦС «Спартака» в Харькове в беге на 3000 метров. На следующий год Ульмасова впервые стала чемпионкой СССР. Она попадает в состав сборной СССР, становится второй на матче СССР — США на той же дистанции. За данный успех Ульмасовой присвоено звание мастера спорта международного класса.
Стабильно выступая в разных соревнованиях на дистанциях 1500 и 3000 метров, Светлана Ульмасова была отобрана на ЧЕ по лёгкой атлетике 1978 года, где её основными конкурентками стали норвежка Грете Вайтц, румынские бегуньи Наталия Марашеску и Маричика Пуйкэ, а также советские легкоатлетки — Гиана Романова и Раиса Белоусова. На дистанции 3000 метров долгое время уступала лидерам, но за 400 метров до финиша вышла вперёд и опередила соперниц.
Победительница матча СССР — США 1978 года.
В 1979 году победила на своей дистанции на Спартакиаде народов СССР и была основной претенденткой в олимпийскую сборную. Однако выступить на Олимпиаде бегунье не удалось — помешала травма, полученная в 1980 году.
В 1981 году продолжила выступления на соревнованиях, готовясь к очередному чемпионату Европы. Труды спортсменки в итоге увенчались новым успехом — в остром соперничестве с румынкой Маричикой Пуйкэ Ульмасова взяла свое второе европейское золото на дистанции 3000 метров. С 1994 года дистанция 3000 метров не входит в программу чемпионатов Европы, и результат, показанный Светланой в 1982 году, по сей день является лучшим временем чемпионатов Европы. Также в 1982 Ульмасова установила мировой рекорд на этой же дистанции, который был побит спустя 2 года.
На первом чемпионате мира в 1983 году заняла 4-е место.
Последними крупными соревнованиями для спортсменки стали Игры доброй воли в Москве в 1986 году.

## Результаты

### Соревнования
| Год  | Соревнования             | Город    | Дата     | Дистанция                | Результат | Место | Видео |
| ---- | ------------------------ | -------- | -------- | ------------------------ | --------- | ----- | ----- |
| 1978 | Чемпионат мира по кроссу | Глазго   | 25 марта | 4728 м (личный зачёт)    | 18.28,0   | 56    |       |
| 1978 | Чемпионат мира по кроссу | Глазго   | 25 марта | 4728 м (командный зачёт) | 185       | 11    |       |
| 1979 | Чемпионат мира по кроссу | Лимерик  | 25 марта | 5400 м (личный зачёт)    | 17.25,0   | 5     |       |
| 1979 | Чемпионат мира по кроссу | Лимерик  | 25 марта | 5400 м (командный зачёт) | 48        | II    |       |
| 1980 | Чемпионат мира по кроссу | Париж    | 9 марта  | 4550 м (личный зачёт)    | 15.57,0   | 6     |       |
| 1980 | Чемпионат мира по кроссу | Париж    | 9 марта  | 4550 м (командный зачёт) | 48        | I     |       |
| 1981 | Чемпионат мира по кроссу | Мадрид   | 28 марта | 4410 м (личный зачёт)    | 14.28,0   | 7     |       |
| 1981 | Чемпионат мира по кроссу | Мадрид   | 28 марта | 4410 м (командный зачёт) | 24        | I     |       |
| 1983 | Чемпионат мира по кроссу | Гейтсхед | 28 марта | 4072 м (личный зачёт)    | 14.01,0   | 6     |       |
| 1983 | Чемпионат мира по кроссу | Гейтсхед | 28 марта | 4072 м (командный зачёт) | 41        | II    |       |

1. ↑  Состав команды: Татьяна Казанкина — 19, Нина Шнырикова — 40, Светлана Ульмасова — 56, Раиса Садрейдинова[нем.] — 70

#### Чемпионаты СССР
Пятикратная чемпионка СССР в беге на 3000 метров и в кроссе на 3 километра в 1975, 1978, 1979 и 1982 годах, а также неоднократная призёрка первенств.

## После спорта
По окончании карьеры переехала в Екатеринбург.
Скончалась 6 апреля 2009 года. Похоронена на Окружном кладбище города Екатеринбурга.